# Aleochara lobata
Aleochara lobata är en skalbaggsart som beskrevs av Jan Klimaszewski 1984. Aleochara lobata ingår i släktet Aleochara och familjen kortvingar. Inga underarter finns listade i Catalogue of Life.